# София Шарлотта Гессен-Кассельская
София Шарлотта Гессен-Кассельская (нем. Sophie Charlotte von Hessen-Kassel; 16 июля 1678, Кассель — 30 мая 1749, Бютцов) — принцесса Гессен-Кассельская, в замужестве герцогиня Мекленбургская.

## Биография
София Шарлотта — дочь ландграфа Карла Гессен-Кассельского и его супруги Марии Амалии Курляндской, дочери герцога Курляндского Якоба Кеттлера.
2 января 1704 года в Касселе София Шарлотта вышла замуж за Фридриха Вильгельма I Мекленбургского. Брак остался бездетным, поскольку Фридрих Вильгельм предположительно ранее заразился и болел венерическим заболеванием.
После смерти герцога София Шарлотта проживала в Бютцовском замке. Принадлежа к реформированному вероисповеданию, она стала в лютеранском Мекленбурге патронессой французской реформированной общины. Она основала в Бютцове немецкую реформированную общину.